# Māyā (album)
| Recensione | Giudizio     |
| ---------- | ------------ |
| Newsic     | 7.75/10      |
| Rockit     | Primascelta! |
| Rockol     | 8/10         |
| Ondarock   | 6/10         |

Māyā è il terzo album in studio del DJ producer italiano Mace, pubblicato il 5 aprile 2024 da Island Records e Universal Music Italia.

## Descrizione
Come confermato dallo stesso artista, il titolo dell'album (letteralmente traducibile dal sanscrito come "inganno" o "illusione") si rifa all'omonima dottrina filosofica e religiosa dell'antica India, fra cui quella induista, per indicare il potere misterioso e divino che nasconde la vera Natura di tutto il creato, compresi gli esseri umani. Mace ha anche citato l'autore statunitense Terence McKenna come ulteriore fonte d'ispirazione per alcuni dei temi del disco.

La prima fase di registrazione si è tenuta in una residenza in Toscana, in cui Mace si è recato per circa tre settimane insieme ad alcuni dei collaboratori del disco (Izi, Gemitaiz, Joan Thiele, Venerus, Frah Quintale e Marco Castello), oltre a una quindicina di altri musicisti. Nella seconda fase, invece, il produttore si è occupato della preparazione e selezione dei brani (alcuni dei quali nati come jam session di circa venti minuti ciascuna) nel suo studio di Milano, nonché di coinvolgere ulteriori artisti. Spiegando il processo creativo del disco, Mace ha dichiarato:

## Promozione
Mace ha ufficialmente annunciato la pubblicazione dell'album nel marzo del 2024, condividendone in seguito anche la tracklist.
L'album è stato anticipato da due singoli: Non mi riconosco (in collaborazione con Centomilacarie e Salmo), pubblicato il 23 febbraio 2024, e Ruggine (in collaborazione con Chiello e Coez), reso disponibile a partire dall'8 marzo.

## Tracce
1. Viaggio contro la paura ࿓ (con Joan Thiele, Gemitaiz) – 4:06 (Simone Benussi, Alessandra Joan Thiele, Davide De Luca, Stefano Iascone, Danny Bronzini, Fabio Rondanini, Riccardo Cardelli)
2. Ruggine ⚮ (con Chiello, Coez) – 3:18 (Simone Benussi, Rocco Modello, Silvano Albanese)
3. Meteore Ⳣ (con Gemitaiz, Izi, Centomilacarie) – 4:20 (Simone Benussi, Davide De Luca, Simone Colamussi, Diego Germini, Danny Bronzini, Fabio Rondanini, Riccardo Cardelli)
4. Tutto fuori controllo ൵ (con Franco126, Kid Yugi, Izi) – 3:21 (Simone Benussi, Francesco Stasi, Federico Bertollini, Diego Germini, Enrico Gabrielli, Federica Abbate)
5. Mentre il mondo esplode ༊࿔ (con Marco Castello, Ele A) – 4:18 (Simone Benussi, Eleonora Antognini, Marco Castello, Jacopo Rossetto, Leo Vertunni, Fabio Rondanini, Riccardo Cardelli)
6. La guerra ✣ (con Frah Quintale, Venerus) – 3:44 (Simone Benussi, Francesco Servidei, Andrea Venerus, Danny Bronzini, Enrico Gabrielli, Fabio Rondanini, Riccardo Cardelli)
7. Solo un uomo  ᕕ (con Altea) – 4:49 (Simone Benussi, Altea Memmi, Danny Bronzini, Jacopo Rossetto, Raffaele Scogna, Riccardo Cardelli)
8. Praise the Lord ☥ (con Guè, Noyz Narcos, Tony Boy) – 3:16 (Simone Benussi, Antonio Hueber, Cosimo Fini, Emanuele Frasca, Andrea Venerus)
9. Fuoco di paglia ঌ (con Marco Mengoni, Frah Quintale, Gemitaiz) – 3:25 (Simone Benussi, Marco Mengoni, Francesco Servidei, Davide De Luca, Edoardo D'Erme)
10. Nuovo me ᭆ (con Rkomi, Bresh, Iako) – 4:02 (Simone Benussi, Mirko Manuele Martorana, Andrea Brasi, Jacopo Rossetto, Andrea Venerus)
11. Non mi riconosco ≠ (con Centomilacarie, Salmo) – 3:36 (Simone Benussi, Maurizio Pisciottu, Simone Colamussi)
12. Mai più Φ (con Fabri Fibra, Fulminacci, Vins) – 4:13 (Simone Benussi, Fabrizio Tarducci, Filippo Uttinacci, Daisaku Vincenzo Schiavone, Danny Bronzini, Riccardo Cardelli)
13. Lumiere ᯤ (con Izi, Ernia, Tony Boy e Digital Astro) – 3:15 (Simone Benussi, Diego Germini, Matteo Professione, Rida Amhaouch, Danny Bronzini, Fabio Rondanini, Riccardo Cardelli)
14. Ossigeno ؏ (con Venerus) – 3:49 (Simone Benussi, Andrea Venerus, Enrico Gabrielli)
15. Strano deserto ᨎ (con Cosmo e Rareş) – 4:32 (Simone Benussi, Marco Jacopo Bianchi, Rareş Gabriel Cîrlan)
16. Il velo di Māyā ႟ – 8:08 (Simone Benussi, Enrico Gabrielli)

## Formazione
- Mace – produzione, sintetizzatore
- Enrico Gabrielli – pianoforte
- Danny Bronzini – chitarra
- Riccardo "Ricky" Cardelli – pianoforte, basso
- Budapest Symphony Orchestra – strumenti ad arco, fiati (traccia 1)
- Stefano "Iasko" Iascone – tromba (traccia 1)
- Joan Thiele – voce (traccia 1)
- Gemitaiz – voce (tracce 1, 3 e 9)
- Coez – voce (traccia 2), cori (traccia 6)
- Chiello – voce (traccia 2)
- Izi – voce (tracce 3, 4 e 13)
- Centomilacarie –  voce (tracce 3 e 11), pianoforte (traccia 11)
- Kid Yugi – voce (traccia 4)
- Franco126 – voce (traccia 4)
- Marco Castello – voce (traccia 5)
- Ele A – voce (traccia 5)
- Frah Quintale – voce (tracce 6 e 9)
- Venerus – voce (traccia 6 e 14), sintetizzatore (traccia 8)
- Altea – voce (traccia 7)
- Tony Boy – voce (traccia 8 e 13)
- Guè – voce (traccia 8)
- Noyz Narcos – voce (traccia 8)
- Marco Mengoni – voce (traccia 9)
- Rkomi – voce (traccia 10)
- Bresh – voce (traccia 10)
- Iako – voce (traccia 10)
- Salmo – voce, basso (traccia 11)
- Fabri Fibra – voce (traccia 12)
- Fulminacci – voce (traccia 12)
- Vins – voce (traccia 12)
- Ernia – voce (traccia 13)
- Digital Astro – voce (traccia 13)
- Cosmo – voce (traccia 15)
- Rareş – voce (traccia 15)

## Classifiche

### Classifiche settimanali
| Classifica (2024) | Posizione massima |
| ----------------- | ----------------- |
| Italia            | 2                 |
| Svizzera          | 21                |

### Classifiche di fine anno
| Classifica (2024) | Posizione |
| ----------------- | --------- |
| Italia            | 22        |